# Jack in the Box
Jack in the Box este un lanț american de restaurante de tip fast-food înființat la 21 februarie 1951 de Robert O. Peterson în San Diego, California, unde își are sediul. Lanțul are peste 2.200 de locații, deservind în principal Coasta de Vest a Statelor Unite. Restaurante se găsesc, de asemenea, în diferite zone urbane mari din afara Coastei de Vest. Compania a mai operat anterior lanțul Qdoba Mexican Grill până când Apollo Global Management a cumpărat lanțul în decembrie 2017.
Produsele alimentare includ o varietate de oferte de pui și cartofi prăjiți, alături de sandwich-uri hamburger și cheeseburger și selecții de alimente cu temă internațională, cum ar fi tacourile și rulourile de ouă.